# Wave Prediction Model
El Wave Prediction Model (WAM) és un model d'onatge dissenyat pel WAMDI (Wave Model Development and Implementation) Group pensat per simular numèricament l'estat de la mar mitjançant el càlcul de diferents variables d'interès.

## A Catalunya
A les computadores del SMC, s'executa el model WAM dos cops al dia, a les 00 i 12 TU, per tal d'obtenir un pronòstic numèric de l'estat marítim per la Mediterrània Occidental. Per fer això, els càlculs del model WAM es duen a terme en un domini que utilitza un pas de malla d'uns 11 km. A partir de les sortides numèriques que en resulten, es generen els gràfics de les principals variables (vent, període i altura significativa de les ones) en dues finestres diferents (Mediterrània Occidental i Països Catalans) per tal de ser difoses a través del web del SMC.
Donat que l'efecte del vent és determinant per conèixer l'estat de la mar, abans d'integrar el model WAM es duu a terme una simulació especial del model meteorològic MM5 en un domini que abasta quasi la totalitat de la conca Mediterrània amb un pas de malla de 15 km. Les sortides de vent proporcionades pel model meteorològic són després assimilades pel model d'onatge per tal que aquest pugui incorporar aquesta informació en els seus càlculs.